# Списък на владетелите на Монако
Това е хронологичен списък на владетелите на Монако. Почти всички от тях са от рода Грималди, а изключенията от това са предимно администраторите от периодите на чуждестранна окупация.
Дом Грималди е едно от най-могъщите семейства на древната Генуезка република. Императорът на Свещената Римска империя Хайнрих VI отстъпва скалата на Монако на Генуа през 1191 г. с отговорността тя да построи крепост там, която започва да вижда бял свят чак през 1215 г. и впоследствие става дворецът на владетеля. След честите изгнания, които великите генуезки семейства претърпяват през този период, Грималди се срещат в целия регион на Приморските Алпи, особено около Ница. Те са съюзници на Шарл I Анжуйски – крал на Сицилия и граф на Прованс. 
Грималди и техните съюзници гвелфи често намират убежище в Монако. Историята разказва, че Франческо Грималди „Хитрият“ или „Злонамереният“ и неговата банда се преобличат като монаси, за да превземат крепостта през 1297 г., без да могат да консолидират успеха си. Това са усилията на Антоан († 1358) – представител на клон от линията Грималди д’Антиб и на Шарл I († 1357), и век по-късно на Ламбер (* 1425, † 1494), които установяват господството на Грималди в Монако на трайна основа. Тези суверени са известни като „господари на Монако“. Титлата „принц на Монако“ започва да се използва през 1612 г. с Оноре II и е призната от Кралство Испания (Филип IV признава Княжество Монако през 1633 г.) и Кралство Франция. 

## Владетели на Монако

### Господари на Монако
| Изображение | Име                                                                                        | Управление                                                                                 | Бел. |
| ----------- | ------------------------------------------------------------------------------------------ | ------------------------------------------------------------------------------------------ | --- |
|             | Господари на Монако (на френски: Seigneurs de Monaco)                                      |                                                                                            | |
|             | Франсоа Грималди „Хитрия“ (Франческо Грималди), превзема крепостта на Монако от генуезците | 8 януари 1297 г.                                                                           | Официално не е бил владетел на Монако. Син на Гулиелмо Грималди и Якоба. ∞ 1295 Аурелия дел Карето, вдовица на Ланфранко Грималди, негов 5-ти братовчед (от която има Рение I и Антоан I) |
|             | Рение I (Раниери Грималди, господар на Кан сюр Мер)                                        | 8 януари 1297 – 10 април 1301 г.                                                           | 5-ти братовчед и зет на предходния (син на Ланфранко Грималди и Аурелия дел Карето, омъжена във 2-ри брак за предходния). ∞ 1. Спечоза дел Карето 2. Маргерита Руфо (от която има Шарл I) |
|             | Под контрола на Генуа от 10 април 1301 до 12 септември 1331 г.                             |                                                                                            | |
|             | Господари и съгосподари на Монако (реставрация)                                            |                                                                                            | |
|             | Шарл I (Карло Грималди, господар и после съгосподар на Монако)                             | 12 септември 1331 – 29 юни 1352 г. (господар) 29 юни 1352 – 15 август 1357 г. (съгосподар) | Син на предходния от 2-рия му брак. ∞ 1. Лукина Спинола (от която има Рение II, Габриел и Луи) или Изабела 2. ... Орсини. Следват още 2 съпруги с неизвестни имена. |
|             | Съвместно управление заедно с Шарл I                                                       |                                                                                            | |
|             | Антоан (Антонио Грималди, съгосподар на Монако)                                            | 29 юни 1352 – 15 август 1357 г.                                                            | чичо на предходния, брат на Рение I и син на Ланфранко Грималди и Аурелия дел Карето. ∞ Антония Спинети |
|             | Рение II (Раниери Грималди, съгосподар на Монако)                                          | 29 юни 1352 – 15 август 1357 г.                                                            | Син на Шарл I от 1-вия му брак. ∞ 1. Мария дел Карето 2. сл. 1368 Изабела Азинари (от която има Жан I, Амброаз и Антоан (II)). |
|             | Габриел (Габриеле Гримали, съгосподар на Монако)                                           | 29 юни 1352 – 15 август 1357 г.                                                            | брат на предходния. ∞ ... Орсини |
|             | Под контрола на Генуа от 15 август 1357 до януари 1395 г.                                  |                                                                                            | |
|             | Съгосподари на Монако (реставрация)                                                        |                                                                                            | |
|             | Луи (Лодовико Грималди)                                                                    | януари 1395 – 19 декември 1395 г.                                                          | брат на предходните двама, син на Шарл I от 1-вия му брак. 1-во от 2 царувания. |
|             | Жан I (Джовани Грималди)                                                                   | януари 1395 – 19 декември 1395 г.                                                          | син на Рение II от 2-рия му брак. 1-во от 3 царувания. С трима различни регенти по време на управлението си: Дюран, след смъртта на регента му Антоан и след абдикацията на Амброаз през 1427 г., и продължава управлението си с римска номерация I през последните години от управлението си. |
|             | Под контрола на Генуа от 19 декември 1395 до 11 май 1397 г.                                |                                                                                            | |
|             | Господари на Монако (реставрация)                                                          |                                                                                            | |
|             | Луи (Лодовико Грималди, господар на Монако)                                                | 11 май 1397 – 5 ноември 1402 г.                                                            | 2-ро от 2 царувания. Син на Шарл I от 1-вия му брак. |
|             | Под контрола на Генуа от 5 ноември 1402 до 5 юни 1419 г.                                   |                                                                                            | |
|             | Господари и съгосподари на Монако (реставрация)                                            |                                                                                            | |
|             | Амброаз (Амброджо Грималди, съгосподар на Монако с Антоан и Жан I)                         | 5 юни 1419 – 1427 г.                                                                       | Син на Рение II от 2-рия му брак |
|             | Антоан (II) (Антонио Грималди, съгосподар на Монако с Амброаз и Жан I)                     | 5 юни 1419 – 1427 г.                                                                       | брат на предходния. ∞ Бианка |
|             | Жан I (Джовани Грималди, съгосподар с предходните двама и после господар на Монако)        | 5 юни 1419 – 1427 (съгосподар) 1427 – 3 октомври 1436 г. (господар)                        | брат на предходните двама.2-ро от 3 царувания; ∞ 1407 Помелина Фрегозо (от която има Каталан) |
|             | Окупирано от Миланското херцогство                                                         |                                                                                            | |
|             | Биаджо Асерето (губернатор на херцог Филипо Мария Висконти)                                | 3 октомври – ноември 1436 г.                                                               | |
|             | Господари на Монако (реставрация)                                                          |                                                                                            | |
|             | Жан I (Джовани Грималди, господар на Монако)                                               | ноември 1436 – 8 май 1454 г.                                                               | Трето от три царувания. Брат на Амброаз и Антоан (II), син на Рение II от 2-рия му брак. ∞ 1407 Помелина Фрегозо |
|             | Каталан (Каталано Грималди, господар на Милано)                                            | 8 май 1454 – юли 1457 г.                                                                   | син на предходния. ∞ пр. 1451 Бианка дел Карето (от която има Клодин) |
|             | Клодин (Клаудина Грималди, господарка на Монако)                                           | юли 1457 – 16 март 1458 г.                                                                 | дъщеря на предходния ∞ 29 август 1465 Ламберто Грималди (неин 16-ти или 17-ти братовчед), от когото има Жан II и Люсиен. |
|             | Помелина Фрегозо                                                                           | юли 1457 – 16 март 1458 г.                                                                 | Регентка на Клодин |
|             | Ламбер (Ламберто Грималди, господар на Монако)                                             | 16 март 1458 – март 1494 г.                                                                | Посочен като наследник, след това съпруг на Клодин. ∞ 29 август 1465 за Клодин (от която има Жан II и Люсиен). |
|             | Жан II (Джовани Грималди, господар на Монако)                                              | март 1494 – 11 октомври 1505 г.                                                            | син на предходния. ∞ 1486 Антония Савойска |
|             | Люсиен (Лучано Грималди, господар на Монако)                                               | 11 октомври 1505 – 22 август 1523 г.                                                       | брат на предходния. ∞ 25 септември 1514 за Жана дьо Понтювес-Кабан, от която има Оноре I) |
|             | Оноре I (Онорато Грималди, господар на Монако)                                             | 22 август 1523 – 7 октомври 1581 г.                                                        | син на предходния. ∞ 8 юни 1545 далечната си братовчедка Изабела Грималди (негова 14-та братовчедка), от която има Шарл II и Еркюл I |
|             | Огюст Грималди                                                                             | 22 август 1523 – 14 април 1532 г.                                                          | Регенти на Оноре I |
|             | Никола Грималди                                                                            | 14 април 1532 – 23 април 1532 г.                                                           | Регенти на Оноре I |
|             | Етиен Грималди                                                                             | 23 април 1532 – 16 декември 1540 г.                                                        | Регенти на Оноре I |
|             | Шарл II (Карло Грималди, господар на Монако)                                               | 7 октомври 1581 – 17 май 1589 г.                                                           | син на Оноре I. |
|             | Еркюл I (Ерколе Грималди, господар на Монако)                                              | 17 май 1589 – 29 ноември 1604 г.                                                           | брат на предходния. ∞ Мария Ланди ди Вал ди Таро |

## Принцове на Монако
| Изображение | Име | Управление                                         | Забележки |
| --- | --- | -------------------------------------------------- | --- |
| | Принцове на Монако (на френски: Princes de Monaco) |                                                    | |
| Дом Грималди | |                                                    | |
| | принц Фредерико Ланди ди Валдитаро | 29 ноември 1604 – 1616 г.                          | чичо и регент на Оноре II |
| | Оноре II (Онорато Грималди) | 29 ноември 1604 – 10 януари 1662 г.                | Започнал да управлява като Господар на Монако, той е първият Принц на Монако. Син на Еркюл I. ∞ 13 февруари 1616 Иполита Тривулцио (от която има Еркюл Грималди, баща на Луи I)                                                                     |
| | Луи I (Лодовико Грималди) | 10 януари 1662 – 2 януари 1701 г.                  | Внук на предходния. Да не се бърка с управлявалия по-рано Луи. ∞ 30 март 1660 Катрин-Шарлот дьо Грамон (от която има Антоан I) |
| | Антоан I (Антонио Грималди) | 2 януари 1701 – 20 февруари 1731 г.                | син на предходния. Да не се бърка с управлявалия по-рано Антоан. ∞ 14 юни 1688 Мари дьо Лорен (от която има Луиза-Иполита) |
| | Луиз-Иполит (Луиза Иполита Грималди) | 26 февруари 1731 – 29 декември 1731 г.             | Дъщеря на предходния. ∞ 20 октомври 1715 Жак дьо Гойон дьо Матиньон(от когото има Оноре III) |
| | Жак I | 20 февруари 1731 – 29 декември 1731 г.             | Сърегент със съпругата си Луиза Иполита до смъртта ѝ |
| Дом Грималди – линия Гойон дьо Матиньон | |                                                    | |
| | Жак I (Жан Франсоа Леонор дьо Гойон дьо Матиньон) | 29 декември 1731 – 7 ноември 1733 г.               | съпруг на предходната. ∞ 20 октомври 1715 Луиза-Иполита Грималди (от която има Оноре III) |
| | Оноре III (Оноре Камий Леонор Грималди) | 7 ноември 1733 – 19 януари 1793 г.                 | син на предходния. ∞ 15 юни 1757 Мари-Катрин Бриньол-Сал (от която има Оноре IV) |
| | Шевалие (дьо) Грималди (Антонио/Антоан Грималди) | 20 май 1732 – 28 ноември 1784 г.                   | Регент на Жак I до смъртта му и след това на Оноре III |
| | Управлявано от избрано Национално събрание, начело с Жозеф Бариера от 19 януари 1793 до 24 февруари 1793 г.                                                                |                                                    | |
| Анексирано от Франция от 24 февруари 1793 до 17 май 1894 г. под името Фор д'Еркюл (губернатори следват един след друг: Арман Луи дьо Гонто-Бирон, Анри Грегоар, Грегоар Мари Жаго и др.) | |                                                    | |
| под съюзническа окупация от 17 май до 17 юни 1814 г. | |                                                    | |
| Дом Грималди – линия Гойон дьо Матиньон | |                                                    | |
| | Оноре IV (Оноре Шарл Ан Мари Морис Грималди) | 30 май 1814 – 16 февруари 1819 г.                  | син на Оноре III. ∞ 15 юли 1777 Луиз Фелисите Виктоар д'Умо (от която има Оноре V и Флорестан I) |
| | Жозеф Грималди | 17 юни 1814 – 23 юни 1814 г.                       | Регент на Оноре IV. ∞ 1. Мари Терез дьо Шоазьол-Станвил 2. Франсис Рейнсфорд |
| | Държавен съвет на Монако (Луи Мило-Терацани, Хорас Прети дьо Сант Амброаз, Антоан Сигалди, Жозеф Рей и Хноре Албини) от името на Оноре IV от 23 юни 1814 до 4 март 1819 г. |                                                    | |
| | Оноре V | 3 март 1815 – 16 февруари 1819 г.                  | Регент на баща си Оноре IV до неговата смърт като Оноре Грималди |
| | Оноре V (Оноре Габриел Грималди) | 16 февруари 1819 – 2 октомври 1841 г.              | син на Оноре IV. връзка 1805 с Фелисите Ру дьо Гамаш |
| | Флорестан I (Танкред Флорестан Роже Луи Грималди) | 2 октомври 1841 – 20 юни 1856 г.                   | брат на предходния. ∞ 27 ноември 1816 Мари-Луиз Шарлот Габриел Жибер, нар. Каролин Жибер дьо Ламе (от която има Шарл III) |
| | Шарл III (Шарл Оноре Грималди) | 20 юни 1856 – 10 септември 1889 г.                 | син на предходния. ∞ 28 септември 1846 Антоанет Жислен дьо Мерод (от която има Албер I) |
| | Албер I (Албер Оноре Шарл Грималди) | 10 септември 1889 – 26 юни 1922 г.                 | син на предходния. ∞ 1. 21 септември 1869 Мери Виктория Дъглас-Хамилтън (от която има Луи II) 2. 31 октомври 1889 Мери Алис Хайне (Мари Алис Айн). Последният абсолютен владетел на Монако. Принуден след революция от народа да обяви конституция. |
| | Луи II (Луи Оноре Шарл Антоан Грималди) | 26 юни 1922 – 9 май 1949 г.                        | син на предходния от 1-ви брак. Връзка (1898) с Мари-Жулиет Луве (извънбрачна и впоследствие припозната и осиновена като наследница от Шарлот Грималди, майка на Рение III). ∞ 25 юли 1946 г. Жислен Доманже                                        |
| Дом Грималди – линия Шаланкон дьо Полиняк | |                                                    | |
| | Рение III (Рение Луи Анри Максанс Бертран Грималди) | 9 май 1949 – 6 април 2005 г.                       | внук на предходния по майчина линия. ∞ 18 април 1956 Грейс Кели (от която има Албер II) |
| | Албер II, принц, маркиз на Бо | 31 март 2005 – 6 април 2005 г.                     | Регент на Рение III до смъртта му като принц Албер |
| Албер II (Албер Александр Луи Пиер Грималди) | 6 април 2005 г. – | син на предходния. ∞ 1 и 2 юли 2011 Шарлен Уитсток | |